# Saint François recevant les stigmates (van Eyck)
Pour les articles homonymes, voir Saint François recevant les stigmates.
Saint François recevant les stigmates (parfois Les Stigmates de saint François) est le nom donné à deux peintures non signées achevées vers 1428–32, ou peut-être plus tardivement encore, et que les historiens d'art attribuent généralement au peintre primitif flamand Jan van Eyck. Les deux compositions sont presque identiques, mais leur taille diffère considérablement :  le plus grand panneau mesure 29,3 × 33,4 cm et est conservé à la galerie Sabauda de Turin en Italie, le plus petit mesure 12,7 × 14,6 cm et est conservé au Philadelphia Museum of Art. La plus ancienne preuve documentée de leur existence se trouve dans le testament du marchand brugeois d'origine génoise Anselm Adornes rédigé en 1470 avant son voyage à Jérusalem, au profit de ses deux filles ; les deux panneaux qu'il y mentionne, et qui ont comme sujet « sinte Fransoys », saint François, sont de façon tout à fait probable les deux œuvres de Turin et Philadelphie, même s'il n'est pas exclu qu'il ait existé d'autres versions encore.
Les peintures représentent un fameux épisode de la vie de saint François d'Assise. Celui-ci est agenouillé devant l'apparition d'un séraphin flottant dans les airs alors qu'il reçoit les stigmates du Christ sur les paumes des mains et les plantes des pieds. La plaie au côté est cependant encore invisible. En avant du saint, à sa gauche, son condisciple Léo s'est endormi, la main droite sur la joue, assis devant une source figurée dans l'angle inférieur droit du panneau. Derrière les deux hommes se trouvent des formations rocheuses, représentées minutieusement, et un paysage panoramique où s'élève, à l'arrière-plan et au milieu de la composition, une ville baignée par un fleuve. Un tel traitement de cet épisode de la vie de François est tout à fait exceptionnel dans l'art de la Renaissance du Nord, et constitue même vraisemblablement le premier du genre. La popularité de la composition de van Eyck est attestée par les copies et emprunts que l'on a relevés : il existe notamment une version plus tardive, vers 1500, conservée au Musée du Prado à Madrid, présentant des différences significatives dans le format, les couleurs et le dessin, et attribuée au maître de Hoogstraten, ou encore une version ibérique du maître de Porciúncula datée vers 1470.
Les arguments attribuant les deux œuvres à van Eyck restent circonstanciels et s'appuient essentiellement sur le style et la qualité d'exécution des panneaux. Du XIXe siècle jusqu'au milieu du XIXe siècle, la plupart des spécialistes les attribuaient soit à un élève, soit à un suiveur de l'atelier de van Eyck d'après un dessin préparatoire du maître. Entre 1983 et 1989, les peintures ont subi des examens techniques et ont été entièrement restaurées et nettoyées. Les analyses techniques sur le tableau de Philadelphie ont prouvé que le panneau de bois provenait du même arbre que pour celui qui avait servi de support aux Portrait de Baudoin de Lannoy et Portrait de Giovanni Arnolfini, si bien que les deux ont été définitivement attribuées à van Eyck, ou du moins à son atelier.
Les deux peintures ont été réunies en 1998 lors d'une exposition au Philadelphia Museum of Art, ce qui a permis un relatif consensus autour du fait qu'ils aient été peints de la même main.